# Ранкате (Леко)
Ранкате је насеље у Италији у округу Леко, региону Ломбардија.
Према процени из 2011. у насељу је живело 33 становника. Насеље се налази на надморској висини од 317 м.